# Luthela yuncheng
Espèce
Luthela yuncheng est une espèce d'araignées mésothèles de la famille des Liphistiidae.

## Distribution
Cette espèce est endémique du Shanxi en Chine,. Elle se rencontre dans le xian de Linyi.

## Description
Le mâle holotype mesure 16,85 mm et la femelle paratype 25,55 mm, les femelles mesurent de 15,65 à 25,55 mm.

## Étymologie
Son nom d'espèce lui a été donné en référence au lieu de sa découverte, Yuncheng.

## Publication originale
- Xu, Yu, Liu & Li, 2022 : « Delimitation of the segmented trapdoor spider genus Luthela gen. nov., with comments on the genus Sinothela from northern China (Araneae, Mesothelae, Liphistiidae). » Zootaxa, no 5091(1), p. 131-154.